# دونالد ديوار
دونالد كامبل ديوار (بالإنجليزية: Donald Dewar)‏ (21 أغسطس 1937 – 11 أكتوبر 2000) كان سياسيًّا إسكتلنديًّا، وأول رئيس وزراء إسكتلندي، ومؤيدًا لتفويض إسكتلندا.
دخل ديوار المجال السياسي حين صار عضو حزب العمال الذي يُمثل دائرة «أبردين الجنوبية» في البرلمان بعد انتخابات 1966 العامة. وبعدما فقد مقعده في 1970، خدم في مجلس العموم مرة أخرى من 1978 إلى مماته في 2000. وشغل منصب وزير خارجية إسكتلندا في مجلس وزراء توني بلير من 1997 إلى 1999، وعند «استفتاء تفويض إسكتلندا» في 1997 شن حملة ناجحة داعمة لقيام برلمان إسكتلندي.
بعدما قاد حملة حزب العمال في الفترة التي سبقت انتخابات البرلمان الإسكتلندي الأول، صار عضوًا في البرلمان عن دائرة «غلاسكو أنيسلاند» في 6 مايو 1999، وفي اليوم اللاحق عُين رئيسًا لحزب العمال الإسكتلندي ، وصار أول رئيس وزراء إسكتلندي في حكومة ائتلافية مع الديمقراطيين الليبراليين.
بينما هو في منصبه هذا مات في 11 أكتوبر 2000 من نزف مخي، عن 63 سنة. وخلَفه هنري مَكليش في رئاسة الوزراء وقيادة حزب العمال الإسكتلندي.

## سيرته
وُلد ديوار في غلاسكو يوم 21 أغسطس 1937، ابنًا وحيدًا لِألسدير ديوار (1897–1973) وماري ديوار (اسمها قبل الزواج: ماري بينيت). كان أبوه طبيبًا عامًّا، قبل أن يصبح طبيب جلد. عانى أبواه صحيًّا في طفولته؛ أصيب أبوه بالسل، وأمه بورم دماغي حميد.
درَس في أكاديمية غلاسكو، قبل أن يلتحق بجامعة غلاسكو في 1957، حيث نال درجة ماجستير الآداب في التاريخ عام 1961، والمرتبة الثانية من ليسانس الحقوق عام 1964، وقد كان محرِّرًا في صحيفة الجامعة.
التقى في «مجتمع الديالكتيك» الجامعي عديدًا ممن صاروا بعدئذ سياسيِّين، منهم جون سميث (الذي صار رئيس حزب العمال)، والسير منزيس كامبل (الذي صار رئيس الديمقراطيين الليبراليين)، ودِيري إرفاين لورد ليرغ (الذي صار «السيد المستشار» في مجلس الوزراء الذي خدم فيه ديوار). شغل أيضًا في جامعة غلاسكو منصب رئيس اتحاد الجامعة ورئيس نادي العمال.
في 20 يوليو 1964 تزوج أليسون ماري ماكنير، وأنجبا ابنًا وبنتًا، إيان وماريون. وفي 1972 انفصلا، وارتبطت أليسون بِديري إرفاين (محام إسكتلندي كان بارزًا في لندن). ثم تطلقا في 1973، ولم يتزوج ديوار ثانية، ولم يتصالح هو وديري إرفاين، مع أنهما خدما في مجلس الوزراء نفسه من مايو 1997 إلى 1999.

## عضويته في البرلمان
بعدما تخرج، عمل محامي إجراءات في غلاسكو، وكان عضوًا في حزب العمال، قبل أن يتحول اهتمامه إلى الترشح البرلماني. وفي 1962 اختِير مرشحًا لحزب العمال هم دائرة أبردين الجنوبية، وقد فشل في الحصول على المقعد في انتخابات 1964 العامة، لكنه فاز به في انتخابات 1966 العامة وهو في سن 28، بعدما تفوق على بريسيلا تويدزميور بفرق 1,799 صوتًا.
في أول خطاب له بمجلس العموم في ذلك العام عارض مقترح زيادة ضريبة البطاطس، فكان خطابه هذا أول نجاح سياسي له، إذ انتَقضت الضريبة في العام اللاحق (1967). في هذا العام صار ديوار سكرتيرًا برلمانيًّا خاصًّا لوزير التعليم أنتوني كروسلاند، لكن لم ينشأ بينهما وئام على حد كلام ديوار، إذ قال إن كروسلاند «كان واحدًا غريبًا جدًّا».
ظل ديوار في منصبه هذا حتى 1969، حين عارض زيارة فريق سبرينغبوك (من فِرق كرة الرغبي) لمدينة أبردين، ونظم وقفة احتجاجية صامتة قرب أرض الفريق. في 1968 رشحه روي جنكينز لمنصب وزير الدولة، لكنه لم يُعيَّن. وفي انتخابات 1970 العامة خسر مقعده لصالح إيان اسبروت (مرشح حزب المحافظين) بفارق أكبر من 1,000 صوت.

## روابط خارجية
- دونالد ديوار على موقع مونزينجر (الألمانية)